# Amanar
 (mai 2015).
Améliorez-le ou discutez des points à vérifier. 
L'Amanar est une police de caractères, dessinée par le graphiste-typographe français Pierre Di Sciullo, qui permet de retranscrire le tifinagh, l'alphabet touareg.
La langue touareg, le tamachek, est parlée aujourd'hui en Libye, dans le nord du Burkina Faso, du Niger et du Mali et dans le sud de l'Algérie.

## Tifinagh
Le tifinagh est un alphabet multi-millénaire, consonantique, difficilement accessible à quelqu'un qui ne connaît pas bien la langue tamachek. Pour cette raison, l'"Association pour la promotion des Tifinagh" (ATP) a réuni les intellectuels Touaregs de différentes régions du Niger pour unifier l'alphabet et ajouter des voyelles manquantes, ce qui a grandement facilité le travail typographique, destiné premièrement à la publication d'un journal franco-tifinagh à Niamey.

## Typographie
La création de cette typographie ainsi que l'unification de l'alphabet a permis aux Touaregs de répondre aux normes typographiques et aux besoins modernes de l'impression.
Cependant, 55 caractères de l'alphabet tifinagh avaient préalablement été codés dans la norme Unicode, dans la plage U+2D30 à U+2D7F. 

## Utilisation
Grâce à cette police de caractères, le journal franco-tifinagh Amanar paraît depuis 2004 avec le soutien de l'Unesco. Et plusieurs livrets sont publiés au Niger en 2005. 
L'amanar est disponible gratuitement, libre de droits, sur le site de Pierre Di Sciullo.